# Cờ Long tinh
Cờ Long tinh, hay Long tinh kỳ (chữ Hán: 龍星旗), cờ Long bội tinh, là lá cờ có nền màu vàng, ở giữa có dọc màu đỏ, thiết kế theo mẫu dải băng đeo của Đại Nam Long tinh. Lá cờ này được dùng làm cờ nghênh đón nhà vua, sau đó được dùng làm quốc kỳ của Đại Nam đầu thập niên 1940.

## Lịch sử
Từ triều vua Khải Định, trong chuyến tuần di ra Bắc Kỳ năm 1918 đã thấy nhắc tới "cờ An Nam" treo cùng với tam tài của Pháp và "các nước đồng minh" để thần dân nghinh tiếp nhà vua ra thăm quý hương Thanh Hóa rồi ra Hà Nội, Hải Phòng. Tuy nhiên không rõ đây có phải là cờ Long tinh không.
Mẫu cờ Long tinh được vua Khải Định thiết kế theo băng đeo Long bội tinh, có dọc màu đỏ trên nền màu vàng. Năm 1922, lá cờ này theo vua Khải Định trong chuyến sang Pháp. Tư liệu hình ảnh cho thấy cờ Long tinh xuất hiện trong dịp triều đình Huế thiết lễ "Tứ tuần khánh thọ" mừng nhà vua 40 tuổi năm 1924. Nó được coi là một lá cờ cho hoàng triều Đại Nam và được dùng khi nhà vua ngự giá.
Trong thời Thế Chiến thứ hai, Bảo Đại mới ấn định cờ Long tinh này làm quốc kỳ đầu tiên. Theo một bài diễn văn tại một trường học ở Hải Phòng, màu đỏ của cờ biểu hiện sự  hạnh phúc của nhân dân, màu vàng xung quanh biểu trưng cho sự trang nghiêm của Hoàng đế. Cuốn sách Hymnes et pavillons d'Indochine năm 1941 ấn hành bởi Nhà in Imprimerie d'Extrême-Orient (Viễn Đông Ấn quán) tại Hà Nội ghi chú lá cờ này là quốc kỳ (drapeau national). Triều đình Huế ấn định cờ Long tinh là quốc kỳ người dân dùng trong những dịp khánh tiết, vui mừng; còn cờ màu vàng, góc trên đính băng tam tài Pháp (cờ bảo hộ) thì treo bởi các công sở.
Cờ Long tinh tồn tại cho tới giữa năm 1945 khi Chính phủ Trần Trọng Kim chính thức chọn cờ quẻ Ly làm quốc kỳ của Đế quốc Việt Nam.

## Hình ảnh

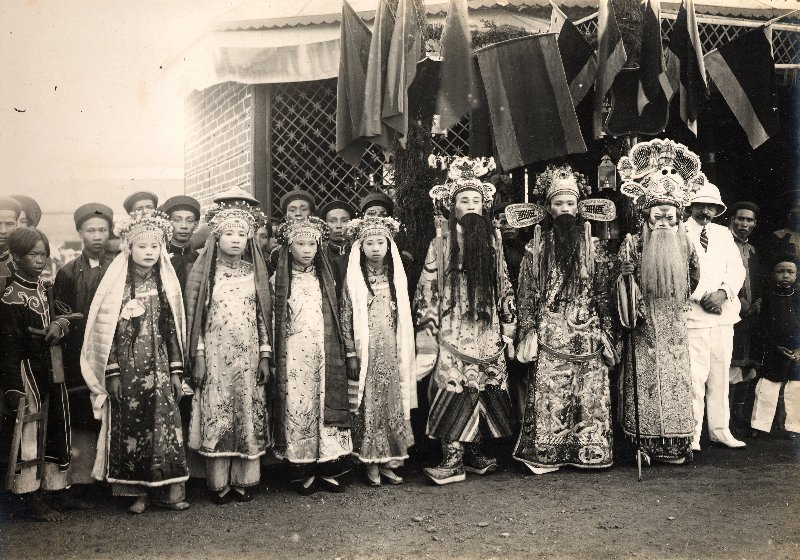
Tại lễ Tứ tuần Đại khánh của Hoàng đế Khải Định năm 1924
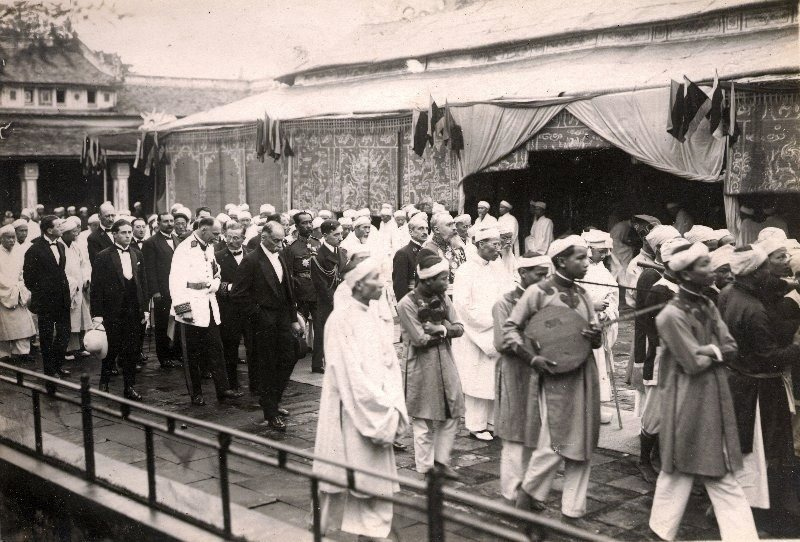
Tại lễ an táng Hoàng đế Khải Định năm 1925
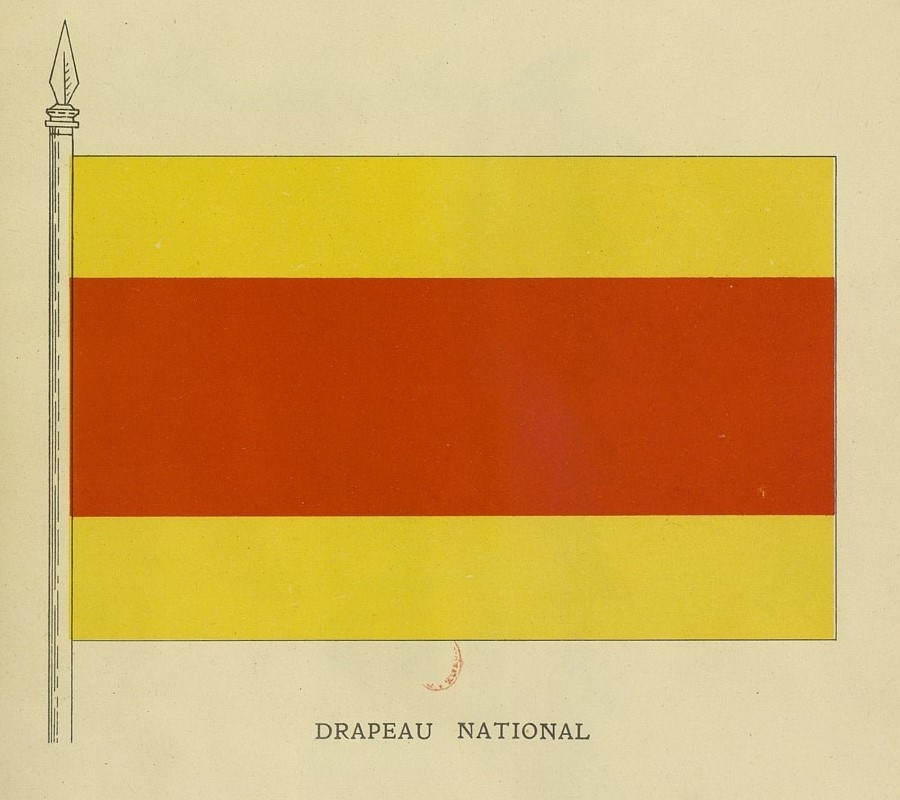
Trong sách Hymnes et pavillons d'Indochine, 1941
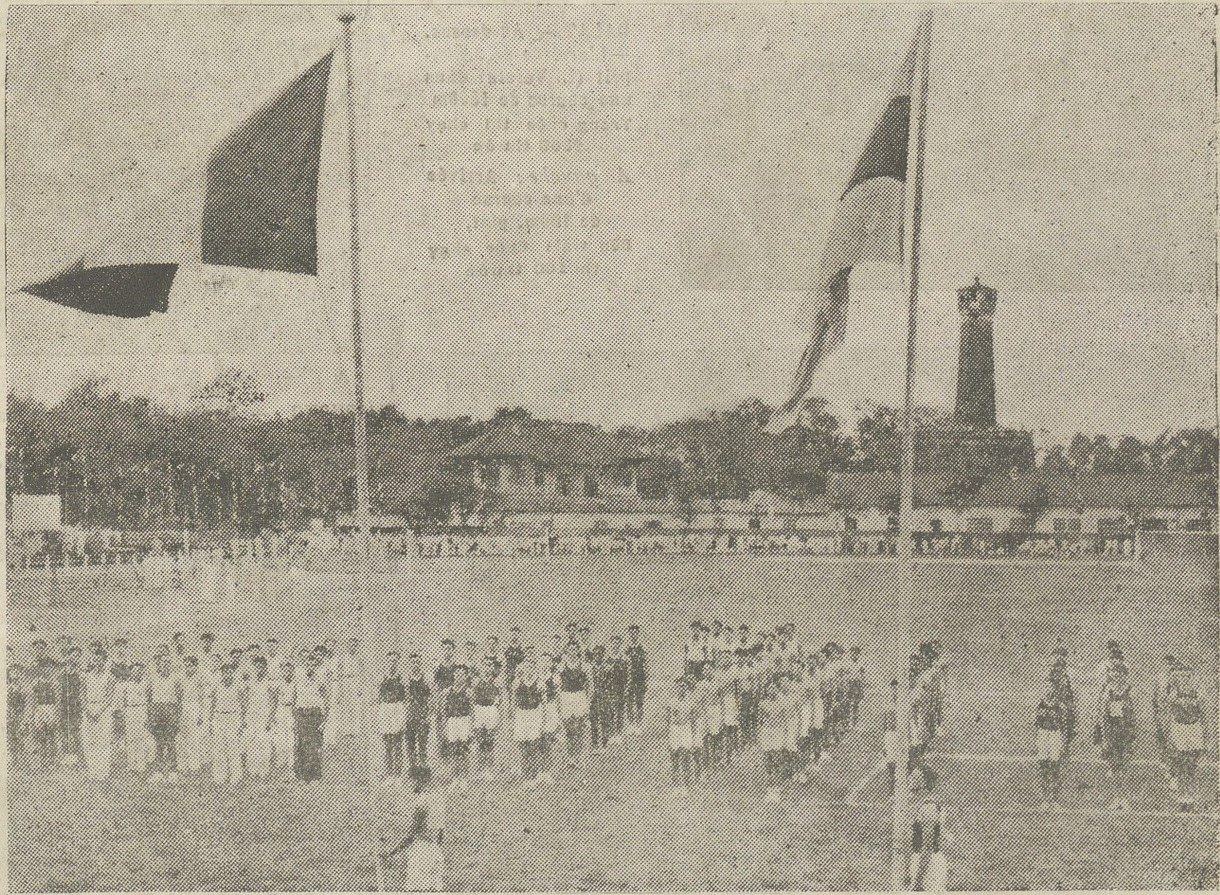
Sinh viên Đại học Hà Nội chào cờ Đại Pháp và Đại Nam năm 1942
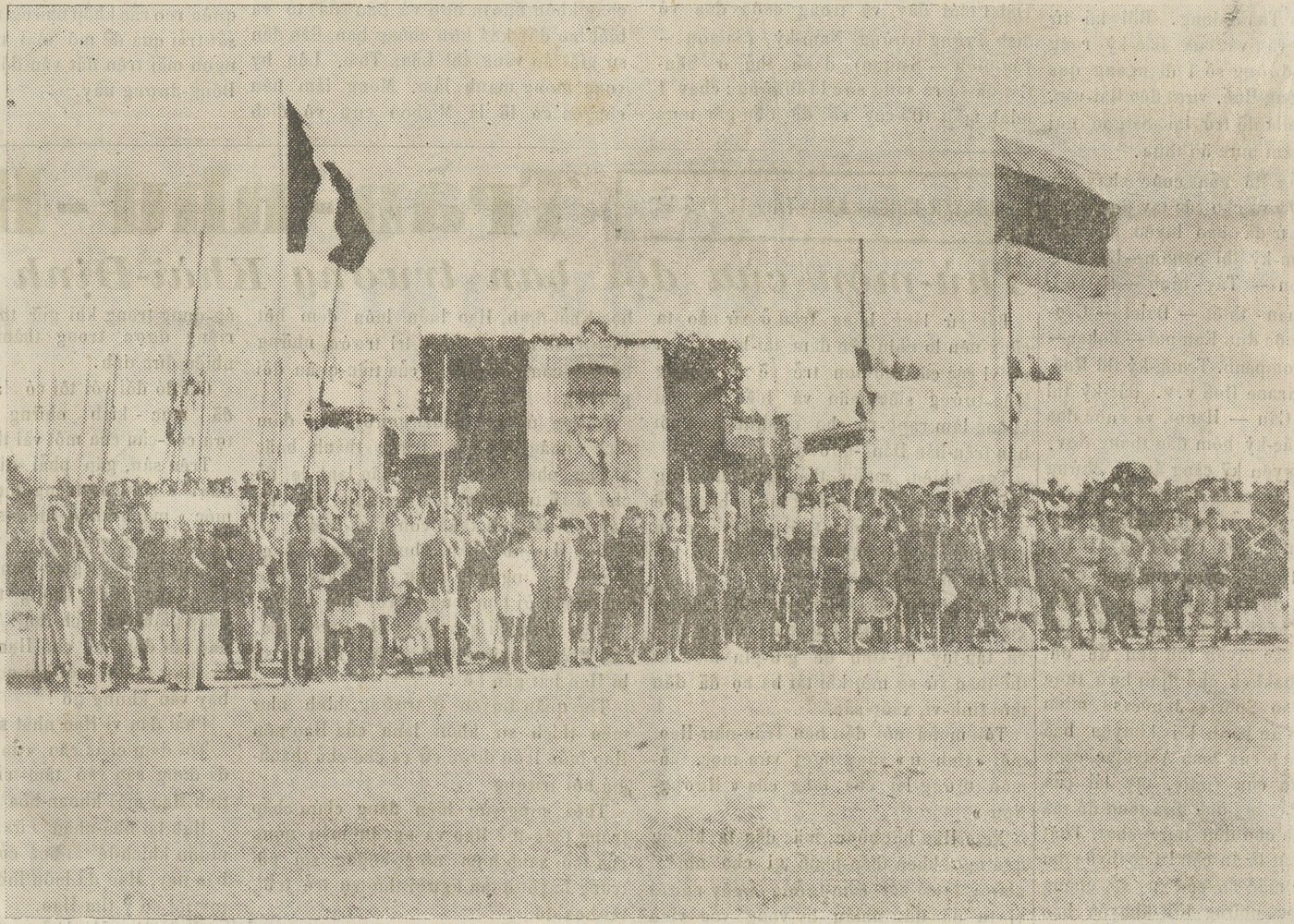
Lễ khánh thành một sân vận động tại Ninh Bình
Bích chương của chính quyền Pháp Vichy tại Đông Dương
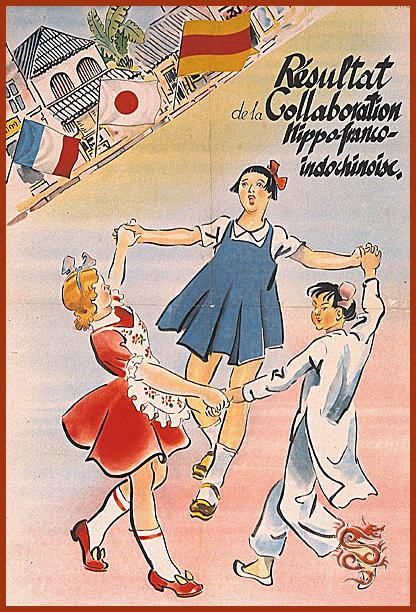
Biếm họa của chính quyền Pháp de Gaulle
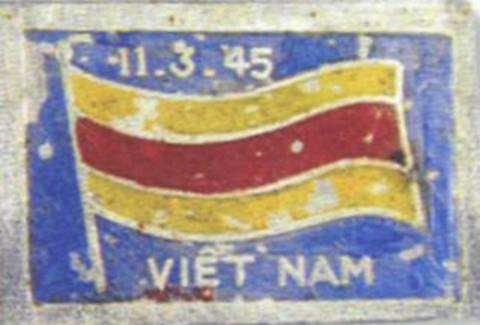
Tem mừng Đế quốc Việt Nam tuyên bố độc lập
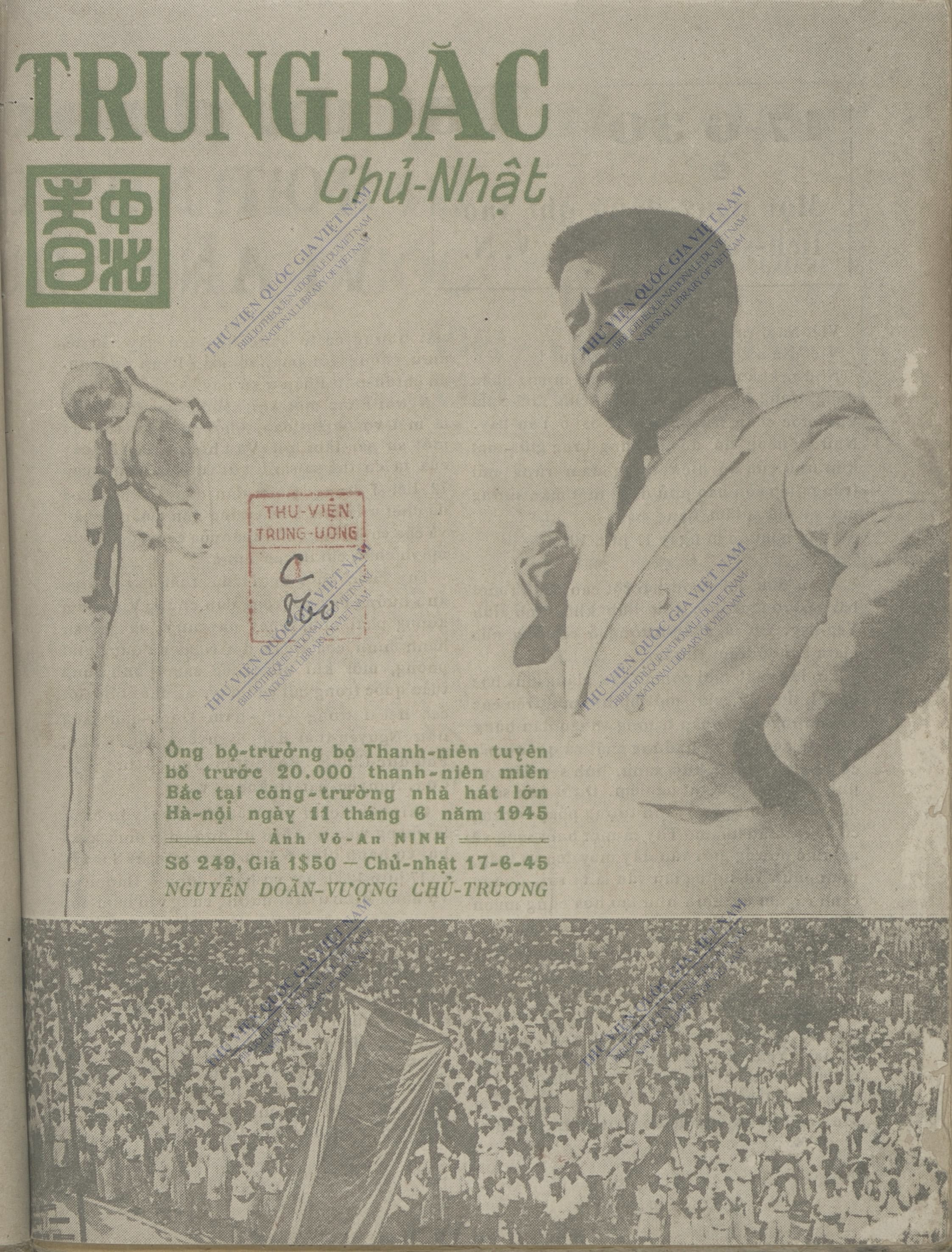
Công trường Nhà hát lớn Hà Nội, ngày 11/6/1945. Báo Trung Bắc Chủ nhật số 249.